# Ora portului
Ora portului este definită ca diferența orară (intervalul de timp) dintre trecerea Lunii la meridianul locului și ajungerea fluxului la nivelul maxim al mareei.
Acest fenomen este datorat inerției apei și a configurației țărmurilor, care fac ca fluxul să nu se producă exact la trecerea Lunii prin dreptul meridianului locului, ci cu o întârziere care diferă de la un loc la altul, conform morfologiei locale.

## Importanta determinarii Orei portului.
Marinarii determină ,,Ora Portului" pentru a nu rămâne blocați în momentul refluxului.